# 명지동 (부산)
명지동(鳴旨洞)은 부산광역시 강서구의 남부에 위치한 법정동이다. 2개의 행정동(명지1동, 명지2동)이 설치되어 있다. 명지도 이였다가 명지동으로 바뀌었다.(생략)

## 역사
1978년 2월 15일 김해군 명지면 대부분(신호리는 녹산면으로 이관)이 부산직할시에 편입되면서, 편입된 법정리 전체가 법정동 명지동으로 통합되었다.
2018년 1월 1일에 명지동의 행정동이 북쪽의 명지1동과 남쪽의 명지2동으로 분동하였다.
남부의 해안가를 중심으로 대규모 아파트 단지가 조성돼 2008년 12월부터 2015년 초까지 명지2동 지역의 인구가 빠른 속도로 증가하였고, 2015년 6월부터 명지1동 지역의 인구가 증가하고 있다.
현재 명지국제신도시가 개발 중이다.

### 지명의 유래
1550년(조선 중종 25년)에 펴낸 신증동국여지승람에 명지도(鳴旨島)에 관한 기록이 있고, 김정호의 대동여지도에도 '명지도(鳴旨島)'라고 표시되어 있다.
명지(鳴旨)라는 이름은 자연재해나 천재지변이 있을 때마다 섬의 어딘가에서 먼저 변(變)을 예고하는 북소리, 종소리 같은 소리가 섬 전체에 울려 퍼졌다는 데서 붙여졌다고 한다.

## 주거

### 아파트
- 극동건설 명지 극동스타클래스 (명지동) : 2008년 11월 입주.
- 아이에스동서 명지 에일린의 뜰 (명지동) : 2015년 5월 입주.
- 대방노블랜드 (명지동): 2015년 12월 29일 승인.

## 학교
- 신명초등학교
- 명원초등학교
- 명지초등학교
- 명호초등학교
- 오션초등학교
- 명지중학교
- 경일중학교

## 같이 보기
- 명지도
- 을숙도
- 녹산동